# Viktor Ivanovič Bělenko
Viktor Ivanovič Bělenko (rusky Виктор Иванович Беленко; 15. února 1947, Nalčik, Sovětský svaz – 24. září 2023) byl americký letecký technik a pedagog ruského původu.

## Životopis
Byl pilotem 513. stíhacího pluku (některé zdroje uvádí 530. stíhací pluk) 11. letecké armády sovětské protivzdušné obrany se sídlem v Čugujevce v Přímořském kraji.
Dne 6. září 1976 s proudovým letounem Mikojan-Gurevič MiG-25 unikl ze Sovětského svazu na letiště Hakodate v Japonsku. Bylo to poprvé, kdy tento letoun unikl z východního bloku, čímž byla vyzrazena jeho konstrukce.
Bělenkovi byl udělen azyl v Spojených státech amerických tehdejším americkým prezidentem Geraldem Fordem a byl pro něj zřízen svěřenecký fond zaručující mu pohodlný život v dalších letech. Po své dezerci byl ve Spojených státech amerických pět měsíců vyšetřován a vyslýchán, poté byl několik let zaměstnán jako konzultant.

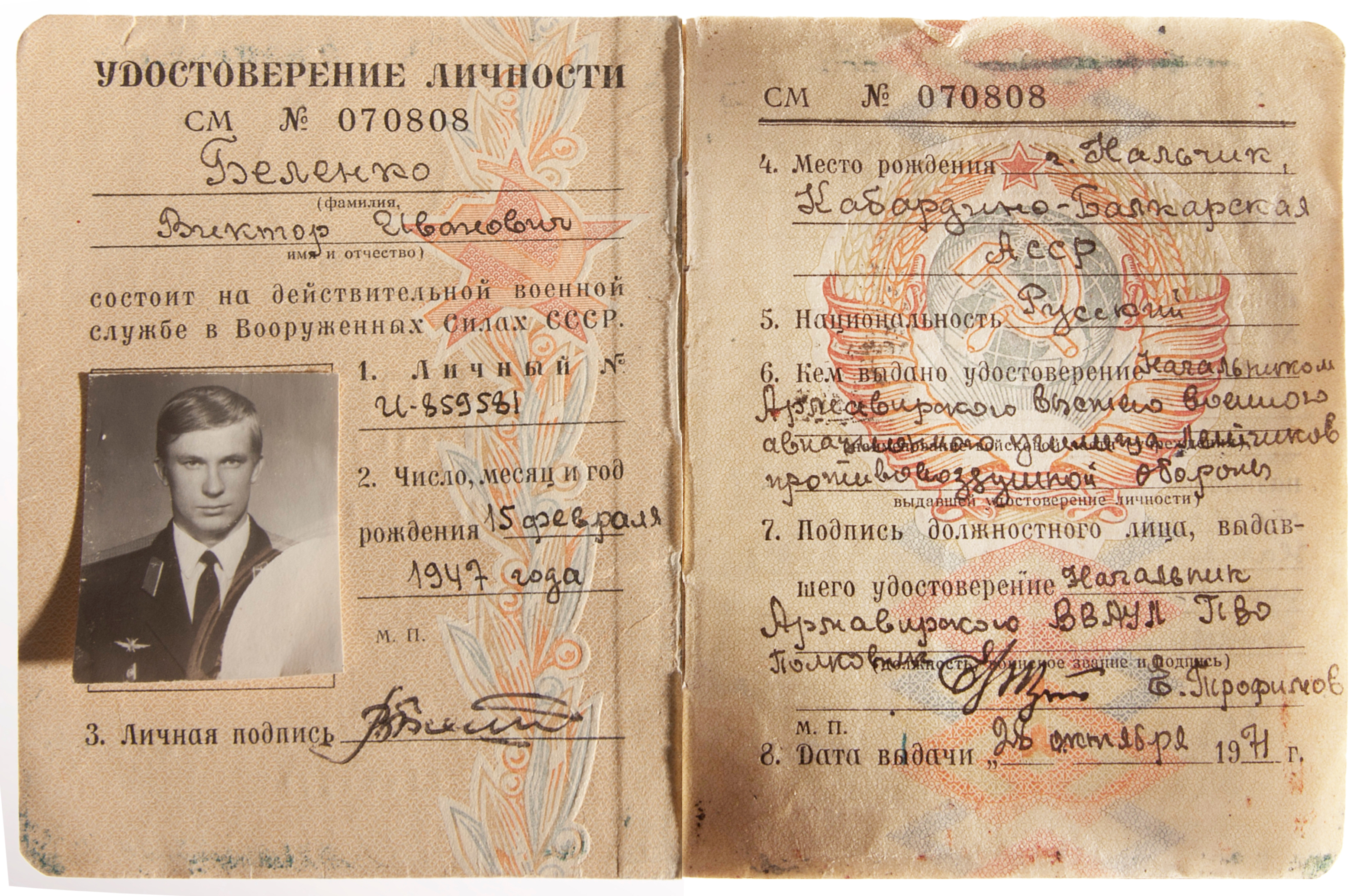
Vojenský průkaz, dnes v Muzeu CIA

MiG byl rozmontován, prozkoumán a pak vrácen do Sovětského svazu ve třiceti bednách. Bělenko přinesl s sebou pilotní příručku pro MiG-25 s očekáváním, že americkým pilotům pomůže při hodnocení a zkoušení letounu. Japonská vláda ovšem povolila Spojeným státům americkým pouze průzkum letounu a také pozemní testy radaru a motorů.
Z důvodu Bělenkovy dezerce zrušilo ministerstvo obrany SSSR výstavbu dvou přepravních letadel ve prospěch úplné náhrady systému vyhodnocování cílů na všech sovětských vojenských letadlech, což si vyžádalo více než 2 miliardy rublů.

## Jiní piloti
Nebyl jediným pilotem, který tímto způsobem uprchl ze Sovětského svazu a z východního bloku. V březnu a květnu 1953 dva polští piloti s MiG-15 přelétli do Dánska. V roce 1985 a 1987 přelétly sovětské vrtulníky při operacích v Afghánistánu do Pákistánu. Kapitán Alexandr Zujev odletěl 20. května 1989 ve stíhačce MiG-29 do Trabzonu v Turecku.